# 13 януари
13 януари е 13-ият ден в годината според григорианския календар. Остават 352 дни до края на годината (353 през високосна година).

## Събития
- 1610 г. – Галилео Галилей открива спътник на Юпитер – Калисто.
- 1822 г. – В Гърция е приет дизайнът на сегашния национален флаг.
- 1854 г. – Във Филаделфия (САЩ) е патентован акордеонът.
- 1864 г. – В Русия започва въвеждането на провинциални (областни) съвети.
- 1878 г. – Стара Загора е освободена повторно, а за окръжен началник е назначен руският офицер Куликовски.
- 1893 г. – В Лондон е учредена Лейбъристката партия на Великобритания.
- 1898 г. – Френският писател Емил Зола публикува отвореното си писмо „Аз обвинявам“ – протест срещу скалъпеното дело „Драйфус“.
- 1910 г. – От Метрополитън опера в Ню Йорк е осъществено първото радиоизлъчване – на операта „Селска чест“.
- 1915 г. – Прожектиран е първият български игрален филм „Българан е галант“ на Васил Гендов.
- 1915 г. – Мощно земетресение разтърсва град Авецано в Централна Италия, при което загиват 29 800 души.
- 1916 г. – Поради пробив в дига е наводнена голяма част от територията на Нидерландия, загиват около 10 хил. души.
- 1935 г. – Саарланд гласува на референдум за присъединяването си към Германия.
- 1953 г. – Йосип Броз Тито е избран за президент на Югославия.
- 1964 г. – Първият запис на песента на Бийтълс „Искам да държа ръката ти“ става най-бързо продаващият се сингъл.
- 1964 г. – Карол Войтила, бъдещият папа Йоан Павел II, е ръкоположен за архиепископ на Краков.
- 1969 г. – Самолетът при полет 933 на „Скандинейвиън Еърлайнс Систем“ се разбива в залива Санта Моника западно от международното летище на Лос Анджелис и убива 15 души на борда.
- 1972 г. – Висшият педагогически институт в Пловдив е преименуван на Пловдивски университет.
- 1974 г. – Отворено най-голямото летище в света – в Далас, щат Тексас, САЩ.
- 1982 г. – Малко след излитане самолетът при полет 90 на „Еър Флорида“, се разбива в мост на 14-та улица във Вашингтон и пада в река Потомак. Умират 78 души, включително четирима шофьори в коли на моста.
- 1991 г. – За да не допуснат независимост на Литва, съветски войски и танкове атакуват телевизията във Вилнюс, при което загиват 11 души.
- 2001 г. – При земетресение в Салвадор загиват около 800 души.

## Родени
- 101 г. – Луций Елий, римски император († 138 г.)
- 1832 г. – Хорейшо Алджър, американски писател († 1899 г.)
- 1843 г. – Луи Леже, френски славист († 1923 г.)
- 1849 г. – Константин Йованович, австрийски архитект от български произход († 1923 г.)
- 1851 г. – Тодор Каблешков, български революционер († 1876 г.)
- 1863 г. – Алеко Константинов, български писател († 1897 г.)
- 1864 г. – Вилхелм Вин, германски физик, Нобелов лауреат († 1928 г.)
- 1866 г. – Георги Иванович Гурджиев, философ-мистик († 1949 г.)
- 1878 г. – Пейо Яворов, български поет († 1914 г.)
- 1880 г. – Александър Морфов, български композитор († 1934 г.)
- 1883 г. – Никола Марковски, български революционер († 1966 г.)
- 1898 г. – Николай Фол, български писател и режисьор († 1969 г.)
- 1909 г. – Маринус Ван дер Любе, холандски комунист († 1934 г.)
- 1924 г. – Волфганг Краус, австрийски писател († 1998 г.)
- 1924 г. – Паул Файерабенд, австрийски философ († 1994 г.)
- 1925 г. – Георги Калоянчев, български актьор († 2012 г.)
- 1927 г. – Сидни Бренър, южноафрикански биолог, Нобелов лауреат през 2002 г. († 2019 г.)
- 1933 г. – Мария Луиза Българска, българска княгиня
- 1938 г. – Шивкумар Шарма, индийски музикант († 2022 г.)
- 1939 г. – Яцек Гмох, полски футболист
- 1943 г. – Ричард Мол, американски актьор († 2023 г.)
- 1947 г. – Карлес Рексач, испански футболист
- 1949 г. – Ракеш Шарма, индийски космонавт
- 1958 г. – Пако Буйо, испански футболист
- 1964 г. – Виолета Георгиева, българска певица
- 1965 г. – Росен Миланов, български диригент
- 1966 г. – Патрик Демпси, американски актьор
- 1969 г. – Стивън Хендри, шотландски играч на снукър
- 1972 г. – Щефан Байнлих, германски футболист
- 1977 г. – Орландо Блум, британски актьор
- 1982 г. – Мария, попфолк изпълнителка
- 1984 г. – Тодор Паланков, български футболист

## Починали
- 86 г. пр.н.е. – Гай Марий, древноримски военачалник и политик (* 157 пр.н.е.)
- 888 г. – Карл Дебели, франкски император (* 832 г.)
- 1151 г. – Сугерий, френски духовник и държавен деятел (* 1081 г.)
- 1182 г. – Агнес Бабенберг, кралица на Унгария (* ок. 1154 г.)
- 1599 г. – Едмънд Спенсър, английски поет (* 1552 г.)
- 1863 г. – Козма Прутков, измислен руски писател (* 1803 г.)
- 1864 г. – Димитър Мутев, книжовник (* 1818 г.)
- 1864 г. – Стивън Фостър, американски композитор (* 1826 г.)
- 1867 г. – Виктор Кузен, френски философ (* 1792 г.)
- 1906 г. – Александър Попов, руски учен (* 1859 г.)
- 1921 г. – Йоан Караджани, румънски фолклорист (* 1841 г.)
- 1928 г. – Мара Бунева, българска революционерка (* 1902 г.)
- 1932 г. – София Хоенцолерн, съпруга на крал Константинос I (* 1870 г.)
- 1941 г. – Джеймс Джойс, ирландски писател (* 1882 г.)
- 1950 г. – Димитрис Семсис, гръцки музикант (* 1883 г.)
- 1950 г. – Калинка Драганова, кмет на с. Гела, Смолянска област
- 1953 г. – Христо Метев, фабрикант (* 1881 г.)
- 1961 г. – Цветан Лазаров, български авиоконструктор (* 1896 г.)
- 1972 г. – Владимир Трендафилов, български актьор († 1897 г.)
- 1974 г. – Салвадор Ново, мексикански поет (* 1904 г.)
- 2000 г. – Боян Знеполски, български писател (* 1908 г.)
- 2006 г. – Божидар Божилов, български поет (* 1923 г.)
- 2012 г. – Рауф Денкташ, кипърски политик (* 1924 г.)

## Празници
- България – Професионален празник на работещите в областта на киното – Обявен с Решение на МС от 27 декември 2005 г.
- Швеция и Финландия – Ден на Свети Кнут (край на Новогодишните празници)